# Alcest
Alcest je francuski shoegaze sastav. Grupu je 1999. godine osnovao Stéphane "Neige" Paut kao samostalni black metal projekt, no godinu dana nakon osnutka sastava grupi su se pridružili basist Argoth i gitarist Aegnor. Međutim, već nakon objave prvog demouratka sastava 2001. godine Aegnor i Argoth napustili su sastav te je Neige tako opet postao jedini član.
Ovaj je čin označio promjenu u glazbenome stilu, pošto su Alcestova naknadna glazbena izdanja češće bila opisivana kao shoegaze koji se miješa s raznim rock i metal utjecajima, uključujući black metal i post-metal. Godine 2009. bubnjar Winterhalter iz sastava Les Discrets (te bivši član grupe Peste Noire) priključio se Alcestu, nakon gotovo osam godina koje je Neige proveo kao jedini stalni član. Od svojeg je osnutka Alcest objavio ukupno šest studijskih albuma.

## Povijest

### Tristesse hivernale,Le Secreti prvi studijski album (1999. – 2007.)
Neige je 1999. godine osnovao Alcest kao vlastiti samostalni projekt. Ubrzo nakon svog osnutka sastav je postao tročlana black metal grupa koju su činili pjevač, gitarist i bubnjar Neige, basist Argoth i gitarist Aegnor (danas znan kao La sale Famine de Valfunde). Niege se 2001. godine pridružio Famineovoj grupi Peste Noire u kojoj je služio kao basist, bubnjar i gitarist te je za sastav čak i skladao pjesmu "La Césarienne".
Godine 2001. sastav je snimio demouradak od četiri pjesme pod imenom Tristesse hivernale te ga je objavila diskografska kuća Drakkar Productions. Na demouratku nalazi se pjesma "La Forêt de Cristal" čiji je glavni rif napisao Famine. Nedugo nakon objave dema sastav je ponovno postao jednočlan, što je Neige iskoristio kako bi poveo Alcest u intimnijem smjeru. Neige, koji je izvorno formirao Alcest kako bi mogao skladati hladni i grubi black metal, odmaknuo se od minimalističkog pristupa prisutnog na demouratku te objavio EP Le Secret. Ovaj je EP, objavljen u svibnju 2005. godine, poslužio kao svojevrsni uvod u novi koncept reformiranog Alcesta. Nakon što je u ožujku 2007. potpisao ugovor s diskografskom kućom Prophecy Productions, Alcest je objavio svoj debitantski album Souvenirs d'un autre monde u kolovozu iste godine te je stilski bio sličan radovima sastava kao što su My Bloody Valentine i Jesu. U kolovozu 2007. godine Tristesse hivernale ponovno je objavila diskografska kuća Northern Silence Productions u obliku split albuma s francuskom black metal grupom Angmar.

### Les Discrets / Alcest,Écailles de luneiLes voyages de l'âme(2008. – 2012.)
Godine 2009. Alcest zajedno s grupom Les Discrets objavljuje split album Les Discrets / Alcest.
Écailles de Lune, drugi studijski album sastava, objavljen je 29. ožujka 2010.
Treći studijski album skupine, Les voyages de l'âme, objavljen je 6. siječnja 2012.

### BBC Live Session,ShelteriKodama(2013. – danas)
Godine 2012. Alcest je objavio svoj prvi koncertni album BBC Live Session.
Alcestov je četvrti studijski album Shelter 17. siječnja 2014. objavila diskografska kuća Prophecy Productions. Na albumu se pojavljuje mnoštvo gostujućih glazbenika te su neki od njih Neil Halstead, Birgir Jón Birgisson i Billie Lindahl.
Neige je 15. siječnja 2016. godine na službenoj Facebook stranici sastava objavio status "Novi album. Snimanje je započelo.". Također je komentirao da će album biti "definitivno mračniji." Dana 16. svibnja izjavio je kako je album trenutno u procesu masteriranja. Dana 26. srpnja službeno je potvrđeno kako će naziv novog albuma biti Kodama te da će datum objave biti 30. rujna 2016. godine.

## Koncept
Kao dijete, Neige je imao doživljaje u kojima je bio u kontaktu s "dalekom zemljom", koju on općenito naziva  "Zemljom Vila". Alcest služi kao glazbena adaptacija sjećanja iz tog "drugoga svijeta". Neige je izjavio kako je Alcestova svrha ta da povede slušatelja u taj svijet kroz njegova sjećanja. Ova je promjena u konceptu prvi put prikazana u Le Secretu. Neige je komentirao kako album Souvenirs d'un autre monde služi kao doslovna sumacija koncepta sastava.

### Pogrešne interpretacije
Neke su ranije recenzije EP-a Le Secret opisivale album kao hladni i melankolični black metal glazbeni uradak, što je Neigea iznenadilo i razočaralo. U intervjuu koje je sproveo webzin Aeternitas Tenebrarum Music Foundation odgovorio je na te interpretacije, kao i na spomen njegovih vokala koji su stvarali "zlokobno raspoloženje":
Zlokobno raspoloženje???.... Uistinu me brine što ste to rekli jer to onda dokazuje da nisam uspio komunicirati s onim što sam nosio u sebi... Samo sam želio stvoriti majčinsku mantru, hipnotičku i nestvarnu, sličnu onome što sam čuo u Zemlji Vila; sigurno ne "mračnu" mantru. Moje su melodije čudne, ali ne i stresne, barem se nadam da nisu! Loša produkcija i prigušena mantra možda bi mogle objasniti stvari. Da ste uspjeli razumjeti moje tekstove, sumnjam da bi ste takvo što rekli jer to nisu tekstovi o tuzi ili tjeskobi, to čuvam za Mortiferu. Planiram uskoro ponovno snimiti "Le secret" i uključiti dvije pjesme na jedan album; nadam se da ovoga puta neće biti kompromisa jer niste prva osoba koja smatra da je moja glazba mračna. – Neige
Još jedna pogrešna interpretacija govori kako je na Le Secretu bila prisutna pjevačica; sve je vokale na EP-u izveo Neige. Souvenirs d'un Autre Monde je, međutim, uključivao gostujući ženski glas pjevačice Audrey Sylvain iz grupe Amesoeurs; pjevala je na pjesmi Sur l'autre rive je t'attendrai.

## Članovi sastava
| Trenutna postava - Neige – vokali, gitara, bas-gitara, klavijature (1999. – danas), bubnjevi (1999. – 2009.) - Winterhalter – bubnjevi, perkusija (2009. – danas) Koncertni članovi - Zero – gitara, prateći vokali (2010. – danas) - Indria – bas-gitara (2010. – danas) | Bivši članovi - Aegnor – gitara (2000. – 2001.) - Argoth – bas-gitara (2000. – 2001.) Bivši koncertni članovi - Fursy Teyssier – bas-gitara (2010.) - Zoé – gitara (2013.) |

## Diskografija
Studijski albumi
- Souvenirs d'un autre monde (2007.)
- Écailles de lune (2010.)
- Les voyages de l'âme (2012.)
- Shelter (2014.)
- Kodama (2016.)
- Spiritual Instinct (2019.)
- Les Chants de l'Aurore (2024.)

EP-ovi
- Le Secret (2005.)
- Le Secret (2011.)

Koncertni albumi
- BBC Live Session (2012.)

Demo uradci
- Tristesse hivernale (2001.)

## Vanjske poveznice

### Sestrinski projekti
|  | Zajednički poslužitelj ima još gradiva o temi Alcest |

### Mrežna mjesta
- Službene stranice sastava  Arhivirana inačica izvorne stranice od 10. ožujka 2011. (Wayback Machine)
- Alcest na Facebooku